# 16503 Ayato
16503 Ayato este un asteroid din centura principală de asteroizi.

## Descriere
16503 Ayato este un asteroid din centura principală de asteroizi. A fost descoperit pe 15 octombrie 1990 la Geisei de Tsutomu Seki. Asteroidul prezintă o orbită caracterizată de o semiaxă mare de 2,31 ua, o excentricitate de 0,25 și o înclinație de 22,2° în raport cu ecliptica.